# Falcon 9 Full Thrust

Falcon 9 Full Thrust com a espaçonave Dragon V2.

Falcon 9 Full Thrust (também conhecido como Falcon 9 v1.2, e anteriormente como Falcon 9 v1.1, Enhanced Falcon 9, Full-Performance Falcon 9, Upgraded Falcon 9 e Falcon 9 Upgrade) é um veículo de lançamento orbital de combustível líquido para missões de médio porte, que foi desenvolvido pela SpaceX (Space Exploration Technologies Corp.). É uma versão melhorada do veículo de lançamento com primeiro estágio reutilizável Falcon 9 v1.1. Ambos os estágios são abastecidos por querosene e oxigênio líquido (LOX).
O Falcon 9 Full Thrust é praticamente idêntico ao Falcon 9 v1.1 (R), mas utiliza querosene e oxigênio líquido resfriados a temperaturas mais baixas que as utilizadas pela versão anterior. O aumento da densidade do combustível causado pelo forte resfriamento aumenta em 30% a quantidade de propelente que pode ser colocada em seus tanques, melhorando significativamente o desempenho do veículo.

## Locais de lançamentos
O local para lançamentos de baixa inclinação é a plataforma de lançamento SLC-40 na Estação da Força Aérea de Cabo Canaveral. Lançamentos de alta inclinação são realizados a partir da plataforma de lançamento SLC-4E na Base da Força Aérea de Vandenberg. Um local de lançamento adicional em Boca Chica perto de Brownsville, Texas, também está sob consideração.

## Serviços
Além de satélites, o Falcon 9 Full Thrust também lançará a cápsula espacial Dragon para voos de carga com destino ao abastecimento da Estação Espacial Internacional, que está sendo desenvolvida em uma nave espacial tripulada.